# Obasi Nsi Corona
Obasi Nsi Corona est une corona, formation géologique en forme de couronne, située sur la planète Vénus par -53,5° S et 291° E. Elle est localisée dans le quadrangle de Godiva. Elle a été nommée en référence à Obasi Nsi, déesse de la terre / fertilité, Ekoi (S Nigéria) .

## Géographie et géologie
Obasi Nsi Corona couvre une surface circulaire d'environ 230 km de diamètre. 